# SuperDrob
SuperDrob – polskie przedsiębiorstwo z branży spożywczej. Specjalizuje się w produkcji i sprzedaży produktów drobiowych. Główny zakład uboju i przetwórstwa drobiu znajduje się w Karczewie. Grupa Kapitałowa zatrudnia ponad 2500 pracowników (2019).

## Historia
Przedsiębiorstwo powstało w 1993 roku w Karczewie w wyniku zakupu Warszawskich Zakładów Drobiarskich. W 1998 przedsiębiorstwo stało się spółką akcyjną. SuperDrob rozrósł się poprzez kolejne inwestycje:
- 2 zakłady w Łodzi: przetwórstwa drobiu i zakład dań gotowych (convenience food);
- zakład w Lublinie[5] (przetwórstwo drobiu)
- 2 wylęgarnie drobiu – w Stoczku Węgrowskim oraz Turce;
- zakład w Goleniowie (zakład dań gotowych)[6]

W 2012 roku powstała Grupa Kapitałowa SuperDrob. Od 2017 roku SuperDrob współpracuje z Charoen Pokphand Foods (CP Foods) – tajlandzkim koncernem rolno-spożywczym, jednym z czołowych producentów mięsa w południowo-wschodniej Azji oraz światowych liderów w produkcji pokarmów dla zwierząt. Partnerstwo z CP Foods pozwala na aktywne uczestnictwo w konsolidacji polskiego rynku mięsnego i paszowego. 

## Grupa Kapitałowa
Grupa Kapitałowa SuperDrob S.A. składa się z wyspecjalizowanych spółek zależnych, zatrudniających w 2018 r. ponad 2500 pracowników. W 2018 roku przedsiębiorstwo znalazło się w pierwszej dziesiątce krajowych zakładów mięsnych oraz jest notowana w „Lista 500” wśród największych przedsiębiorstw w Polsce (Ranking „Rzeczpospolitej”). W listopadzie 2018 r. firma otworzyła biuro korporacyjne na warszawskim Powiślu – w kompleksie Elektrowni Powiśle, ul. Zajęcza 2b.
Spółki zależne Grupy Kapitałowej:
- SuperDrob S.A.
- CPF Poland – projekty inwestycyjne z zakresu rolno-spożywczego[10],
- Avet – usługi weterynaryjne[11],
- ŁukPasz – wytwórnia pasz,
- Stofarm – fermy drobiu,
- SuperTrans – logistyka i transport.

## Eksport
Ponad 50% produkcji jest eksportowane do klientów sieciowych (np. KFC, hipermarkety) w Wielkiej Brytanii, Francji, Niemczech i innych krajach UE oraz w Chinach. SuperDrob jako jedna z 8 akredytowanych polskich firm może eksportować na rynek chiński.

## Zaangażowanie społeczne
W 2017 roku powstała także Fundacja SuperDrob USKRZYDLAMY. Zajmuje się rozwojem talentów wśród młodzieży,  wsparciem projektów dla pracowników Grupy SuperDrob oraz uczestniczy w akcjach dobroczynnych. Dodatkowo wspiera integrację międzynarodowych pracowników w okolicy zakładów, organizując Międzynarodowy SuperFestiwal.
W październiku 2018 roku ruszyła pierwsza ogólnopolska kampania reklamowa produktu Kurczak Sielski.
W 2020 roku firma opublikowała pierwszy pełny Raport Zrównoważonego Rozwoju za lata (2018-2019).
SuperDrob organizuje warsztaty edukacyjne dotyczące budowania świadomości żywieniowej „Kuchnia SuperTrampkarza”.